# ファンタシースター
『ファンタシースター』（Phantasy Star）は、1987年12月20日に日本のセガから発売されたセガ・マークIII（以下「MkIII」と略す場合あり）用SFファンタジーロールプレイングゲーム（RPG）。日本国外ではセガ・マスターシステム用ソフトとして発売された。

## 概要
惑星パルマを舞台に主人公の少女「アリサ」を操作し、国王ラシークを倒してアルゴル太陽系の平和を維持する事や殺害された兄の復讐を果たす事を目的としている。セガが自社企画で作成した初のRPG。
当時としては珍しいSFとファンタジーを融合させた世界観や、主人公が女性であること、3つの惑星を渡り歩く壮大なプレイフィールド、フルアニメーションで動く敵キャラクター、滑らかな3Dダンジョンなどが特徴だった。
開発はセガ第4研究開発部が行い、ゲーム・デザインおよびシナリオはMkIII用ソフト『赤い光弾ジリオン』（1987年）を手掛けた林田浩太郎、プログラムはMkIII用ソフト『スパイvsスパイ』（1986年）を手掛けた中裕司、音楽はMkIII用ソフト『ファンタジーゾーン』（1986年）を手掛けた上保徳彦が担当している。
1989年には続編となるメガドライブ用ソフト『ファンタシースターII 還らざる時の終わりに』が発売、以後は定期的に「ファンタシースター」と題される作品群が作られ『ファンタシースターシリーズ』を形成、現在はセガを代表するシリーズ作品の一つとなっている。

### 製品仕様
本作は、カートリッジ内のROMが当時としては大容量となっており、広告などでは「4M大容量カートリッジ」のキャッチフレーズが多用された（背景としては、当時の家庭用ゲーム機ソフトで大容量ROMを使用していることは超大作ゲームと同意だったため。本作でも鳴り物入りのセールスポイントとなった）。
BGMはFM音源対応（海外版とメガドライブ用復刻版はFM音源未対応）。FM音源を使ったBGMはマークIIIに周辺機器「FM音源ユニット」を装着するか、マスターシステムでないと聞くことはできないが、MkIII単体で鳴るPSG音源だけでも秀逸なメロディーを堪能出来る。

### 移植版略史
1994年にメガドライブに移植された他、2003年には携帯電話ゲームとしてiアプリにて配信、2009年にはWii用ソフトとしてバーチャルコンソールにて配信、2018年にはNintendo Switch用ソフトとしてSEGA AGESにて配信された。
本作を含めたシリーズ移植作を複数収録してワンパッケージリリースしている（いわゆる「オムニバスソフト」）パターンもあり、例としては、セガサターン用ソフト『ファンタシースターコレクション』（1998年）やPlayStation 2用ソフト『SEGA AGES 2500シリーズ Vol.32 ファンタシースター コンプリートコレクション』（2008年）などがある。
これら各移植版の詳細な解説は、#移植版を参照。

## システム
通常フィールドや街・村は、いわゆる「ドラクエタイプ」の2Dで表示され、対してダンジョン内部は『ウィザードリィ』（1981年）、『ブラックオニキス』（1984年）と同じ3Dダンジョンである。ダンジョンには、サーチライトかそれに代わる明かりがないと、真っ暗で内部を移動することができないものがある。
3Dダンジョンでは、アニメーションパターンの限界で、真横にドアがあっても表示されずに正面を向くまでわからない。中にはこの仕組みを逆手に取ってドア探しをさせるダンジョンも存在する。
戦闘シーンでは1種類の敵が最大8体まで同時に出現する（表示されるのは1体のみ）。敵を全滅させると必ず宝箱を落としていき、お金やアイテムを得るためには宝箱を開ける必要がある。ただし偶にトラップが仕掛けられており、そのまま開けるとキャラクターがダメージを受ける場合もある。HPが0になったキャラクターは死んだ状態となり、教会かマジックで復活させるまで行動不能となる。パーティ全員のHPが0になるとゲームオーバーである。
なお、このゲームはセーブポイントという概念が無く、いつでもセーブができる。その為、ダンジョンの奥地で瀕死の状態で体力回復やダンジョン脱出の術もない状態でセーブを行うと、そのまま取り返しが付かなくなり、最悪手詰まりで最初から解き直しになってしまうという仕様上の問題がある。これについては後に林田が「その頃はRPGの作り方をよく知らなかった」と弁明している。

## 日本国外版
オリジナルプラットフォームであるマークIII/マスターシステム版には原語である日本語版の他、英語版（北米・欧州向け）、ポルトガル語版（ブラジル向け。Tectoyがローカライズ化）、韓国語版（韓国向け。サムスン電子がローカライズ化）が存在する。この内、韓国語版のみタイトル画面もオリジナルの物を使用している。
また、上記に加え非公式版（いわゆるROMハック版）で、フランス語版、ドイツ語版、ロシア語版がそれぞれ存在する。いずれも英語版をベースとしている。

### 国内版との違い
登場人物の変更
以下の人物名が変更された
- アリサ（Alisa Landeel） - アリサからAlisへ名称が変更された。
- タイロン（Tylon） - タイロンからOdinへ名称が変更された。
- ルツ（Lutz） - ルツからNoahへ名称が変更された。

他、敵や呪文の名前、アイテム名で異なるものも存在する。
FM音源非対応
海外版はFM音源に非対応であり、PSG音源で再生される。
海外のファンサイトなどで配布されている、セガ・マークIII用日本語版への英語翻訳改造のIPSパッチを適用（当てる）事で英語版をFM音源に対応させる事が実行出来る模様（実機でプレイするにはROM書き込み・カートリッジへの実装など特殊な改造技術が必要）。このIPSパッチは純粋な "Japanese to English" で作成されているので、このパッチを適用した場合は登場人物名等も日本語版と同じ名称になる。

### 発売国
北米・欧州・ブラジル・オセアニアの他、香港・韓国でも発売された。

## ストーリー
アルゴル太陽系第一惑星パルマは、国王ラシークの元に繁栄を極めていた。そんな中で不気味な噂が流れ始める。国王ラシークが永遠の命と引き替えにアルゴル太陽系を邪教の者に売り渡してしまったと。そしてそれを裏付けるように、各惑星に異形の者の姿が現れ始める。
カミニート居住区に住む15歳の少女アリサは、ラシークの企みを探っていた兄のネロを目の前で殺されてしまう。悲しみにうちひしがれるアリサは、やがて兄のショートソードを胸に抱き、兄の意志を継ぎラシークを倒してアルゴルに平和を取り戻すことを誓う、こうしてアリサは悲しみを乗り越え、宇宙を駆ける冒険へと旅立つのであった。

## 舞台

### アルゴル太陽系
冒険の舞台となるアルゴル太陽系は、太陽（アルゴル）を中心に周回する3つの惑星で構成される。ゲームをクリアするには、3つの惑星全てを渡り歩き攻略する必要がある。
第1惑星パルマ
物語の中心となる惑星。地球と同じく豊かな水と緑に恵まれ、文明も古くから発達して、今ではモタビア星、デゾリス星に進出、開拓するに至っている。
第2惑星モタビア
スペースポートが開設されて間もない発展途上の星。公転周期が長く第1惑星パルマと交差して太陽の周りを回っている。星全体が砂漠化しており、巨大なアリ地獄が点在している。モタビアンと呼ばれる先住民族が住んでいる。
第3惑星デゾリス
太陽から最も遠い星で地表の大半が氷で覆われている。デゾリアンと呼ばれる先住民族が住んでいる。

### 主要な街
パルマ星居住区
ゲームのスタート地点。スペースポートとムーブロードで繋がれた二つの居住区から構成される。
カミニート居住区
アリサやスエロの家がある居住区。ゲーム序盤の拠点になる。
パロリト居住区
カミニート居住区の南西にある居住区の一画。カミニート居住区からは敵に遭遇せずに移動できる。
スペースポート
モタビア星行きの定期便が出ている。入口をロボットポリスがガードしていて、ロードパスがないと入港できない。
シオンの港町
パルマ星居住区の東にある港町。「秘密の物」が裏で売買されている。
首都パセオ
モタビア星のスペースポートとムーブロードで繋がっているモタビア星の玄関口。モタビア星総督の家もここにある。

### 乗り物
スペースシップを除く乗り物を使用すると、通常の徒歩よりも速く移動することができ、また敵との遭遇率も低くなる。ただし狭い場所での移動には使用できない。
フロームーバー
水上を走行できるホバークラフト。陸続きになっていない小島などへ移動することができる。溶岩の上も移動できる。
ランドマスター
砂漠上の走行を想定された輸送車。広幅のキャタピラでモタビア星のアリ地獄を突破することができる。
アイスデッカー
巨大なドリルを備えた砕氷車両。デゾリス星の氷を粉砕しながら走行する事が出来る。
スペースシップ
アルゴル太陽系の惑星間を移動するための宇宙船。スペースポート発着の定期便を利用する場合はパスポートが必要。
スペースシップでの離着陸では、その星のマップが高速スクロール表示され、まだ見ぬ土地のマップを垣間見ることが出来た。

## 登場人物

### パーティに参加するキャラクター
アリサ（Alicer Landeel）
この物語の主人公。ラシークの企みを探っていた兄ネロを殺され、仇討ちの旅に出る。女性でありながら剣を持ち戦い、マジックも使いこなすなど、オールマイティーな能力を持つ。出生にも秘密があり、その名前はシリーズ全作で登場することになる。発売当時のテレビCMではショートソードと盾を持ったアリサのコスプレをした少女が登場した。
『セガガガ』のメインキャラクターとして出演したほか、シリーズ30周年記念のゲストキャラクターとして『ファンタシースターオンライン2』EPISODE5に登場した。
ミャウ（Myaw）
タイロンと共に旅をしていた人間の言葉を話せるジャコウネコ。一匹でいたところを捕獲され、ペットショップで10億メセタの値で売られているところをアリサに助けられる。各種クローを装備して戦い、防御系のマジックも覚える。終盤ではある能力が目覚め、パーティを最終決戦の地へ導く。石化されたタイロンを元に戻す薬・アルシュリンを持っているがネコ科動物の手の構造上、自分ではビンの蓋を開けられないためアリサに助けを求める。
タイロン（Tylon）
ミャウと共に旅をしていた戦士。メデューサ退治を引き受けるものの、逆に返り討ちに遭い石化させられてしまう。戦士であるゆえ、重量の大きい斧や、敵全体を攻撃できる銃をパーティ中唯一装備する事ができる。
ルツ（Lutz）
修行中のエスパー。修行中であるゆえ仲間になるよう求めても拒まれるが、あるアイテムを見せることで仲間になる。高いMPと攻撃・防御ともに豊富なマジックを持つ。『ファンタシースターII 還らざる時の終わりに』でも重要な役割で登場する等、初代シリーズ全体を通して物語の鍵を握る人物。
『SEGA AGES 2500 シリーズ Vol.1 PHANTASY STAR generation:1』にてミゼリス・ルツ・イーサ・ラナイというフルネームが明かされている。
後の作品である『ファンタシースターユニバース』に登場する「イズマ・ルツ」との関連性は不明。また、シリーズ30周年記念のゲストキャラクターとして『ファンタシースターオンライン2』EPISODE5にアリサの叔父「ルツ＝セロ＝レイ＝クエント」として登場した。

### その他のキャラクター
スエロ
アリサの良き理解者。無償で宿を提供してHPを回復してくれるので、序盤では頻繁にお世話になる。
ネキセ
アリサの兄・ネロからアイテムを預かっていて、それをアリサに渡してくれる、また重要な情報も教えてくれる。
モタビア星総督
モタビア星を統治する総督。ラシークと対立していてアリサ達をバックアップしてくれる。初めて面会する際には、ある手土産が必要。
タジム
ルツの師匠。卒業試験と称してルツに戦いを挑んでくる。
ルベノ博士
牢獄に捕らえられている博士、助け出すことでアリサ達の重要な協力者となるが、相当な変わり者なので色々と振り回される羽目になる。
ハプスビー
アルゴル太陽系の惑星間を移動するスペースシップを操縦するロボット。物語の中盤は、このロボット探しが中心になる。

## 移植版
| No. | タイトル                                                                  | 発売日                                    | 対応機種                            | 開発元                           | 発売元                 | メディア                              | 型式                                      | 備考                                                 |
| --- | ------------------------------------------------------------------------- | ----------------------------------------- | ----------------------------------- | -------------------------------- | ---------------------- | ------------------------------------- | ----------------------------------------- | ---------------------------------------------------- |
| 1   | Phantasy Star                                                             | 1994年4月22日                             | メガドライブ                        | セガ                             | セガ                   | 4メガビットロムカセット               | G-4534                                    |                                                      |
| 2   | ファンタシースターコレクション                                            | 1998年4月2日                              | セガサターン                        | セガ                             | セガ                   | CD-ROM                                | GS-9186                                   |                                                      |
| 3   | Phantasy Star Collection                                                  | 2002年11月26日 2003年                     | ゲームボーイアドバンス              | Digital Eclipse オーバーワークス | THQ インフォグラム     | 8メガビットロムカセット               | AGB-P-AYCE AGB-P-AYCP                     |                                                      |
| 4   | SEGA AGES 2500シリーズ Vol.1 ファンタシースター generation:1              | 2003年8月28日                             | PlayStation 2                       | セガ 日本アートメディア          | スリーディー・エイジス | CD-ROM                                | SLPM-62362（通常版） SLPM-62367（限定版） | リメイク版                                           |
| 5   | ファンタシースター                                                        | 2003年11月25日                            | 505i専用 （iアプリ）                | ソニックチーム                   | セガ                   | ダウンロード （ソニックカフェ）       | -                                         |                                                      |
| 6   | SEGA AGES 2500シリーズ Vol.1 ファンタシースター generation:1              | 2005年7月12日                             | PlayStation 2                       | セガ 日本アートメディア          | セガ                   | CD-ROM                                | SLPM-62666                                | 再発版                                               |
| 7   | SEGA AGES 2500シリーズ Vol.32 ファンタシースター コンプリートコレクション | 2008年3月27日                             | PlayStation 2                       | エムツー                         | セガ                   | CD-ROM                                | SLPM-62775                                | セガ・マークIII版の移植                              |
| 8   | ファンタシースター                                                        | 2009年4月21日 2009年8月14日 2009年8月31日 | Wii                                 | セガ第4研究開発部                | セガ                   | ダウンロード （バーチャルコンソール） | -                                         | セガ・マークIII版の移植 2019年1月31日 配信・販売終了 |
| 9   | SEGA AGES 2500シリーズ Vol.32 ファンタシースター コンプリートコレクション | 2012年12月19日                            | PlayStation 3 (PlayStation Network) | エムツー                         | セガ                   | ダウンロード （PS2アーカイブス）      | NPJD-00028                                | セガ・マークIII版の移植                              |
| 10  | SEGA AGES 2500シリーズ Vol.1 ファンタシースター generation:1              | 2014年9月20日                             | PlayStation 3 (PlayStation Network) | セガ 日本アートメディア          | セガ                   | ダウンロード （PS2アーカイブス）      | NPJD-00057                                | リメイク版の移植                                     |
| 11  | ファンタシースター                                                        | 2018年10月31日 2018年12月13日             | Nintendo Switch                     | セガゲームス エムツー            | セガゲームス           | ダウンロード (SEGA AGES)              | -                                         | セガ・マークIII版の移植                              |

メガドライブ版
「復刻版」と題されての発売。元々は初期4部作完結編である『ファンタシースター 千年紀の終りに』（『IV』）発売時、プレゼントキャンペーン用として企画されたものだが、その後ユーザーからの強い希望で一般発売された。ゲーム中の音楽に関する仕様については後述の「#開発トピックス」を参照。
セガサターン版
『I』から『IV』を丸ごと1枚のディスクに収録したソフトの1つとして収録。詳細はSEGA AGES/ファンタシースターコレクションを参照。
PlayStation 2版
セガエイジス2500シリーズの1作として、まずグラフィック・音色が一新されたリメイク版が制作された。その後、セガサターン版のように初期4部作を丸ごと移植した版もリリースされた。後に両方ともPlayStation 3用ゲームアーカイブスソフトとして配信された。
ちなみに、リメイク版においては本来「ファンタシースターIII」より登場する「ラッピー種」を追加モンスターとして登場している。
携帯アプリ版
いわゆる「ガラケー」用のアプリゲームとして制作。ドコモのiアプリを端緒とし、各携帯会社を通して配信されている。
Wii版
Wii用のバーチャルコンソールを通して配信。要600Wiiポイント。
Nintendo Switch版
新生「SEGA AGES」シリーズの一つとして制作される。前述したセガサターン版で実装されたテキストの平仮名表記と、「AGESモード」と呼称された本編アレンジモード（低難易度化+αをほどこした、いわゆる「イージープレイモード」）、オートマッピング、モンスター図鑑、アイテム等のリスト、ミュージックプレーヤーが搭載されており、海外版のBGMもFM音源に対応している。

## 開発トピックス
- タイトルの由来は、中裕司が当時ファンだった酒井法子の歌の「渚のファンタシィ」とファンタジーの掛詞である[3]。
- かつて新聞記者が『ドラゴンクエストII 悪霊の神々』を取材するため、ゲーム雑誌の編集部を訪れた際に、隣で動いていた本作の滑らかに動く3Dダンジョンを見て、「さすがはドラゴンクエストIIだ」と勘違いされたという逸話がある。また、開発初期に作った3Dダンジョンは実際の製品版よりも4倍ほど移動が速かったため、開発スタッフはダンジョンを駆け抜けていくゲーム画面を見て、3D酔いで吐きそうになったという[9]。
- 1994年に発売されたメガドライブ復刻版は、実は中に入っているのはマークIII用のROMで、それをメガドライブのマークIII互換モードで動かしているだけである。BGMがFM音源で鳴らないのも、メガドライブのマークIII互換モードがFM音源に対応していないからである。

後年発売されたセガ非公認のテレビゲームハードエミュレーター機「レトロフリーク」で動作させるとマークIIIソフトとして認識される。
- 開発中バージョンではバックアップメモリによるセーブの他に、パスワードによるセーブも用意されていた。しかし容量が圧迫したため最終的にカットされた。仮にパスワードセーブが残ったとしても、パスワードは数十文字になった筈である。また、開発中は仮のBGMとしてアウトランの曲が使用されていた（ダンジョン内で「マジカルサウンドシャワー」、街の中で「ラストウェーブ」など）[10]。
- 初期プロットでは、アルゴル太陽系の惑星は4つあった（母星「アルデバラン」、砂の星「モタビア」、闇と氷の星「デゾリス」、霧の星「レクシオン」[11]）。これも容量の関係で3つに減らされた[3]。
- Nintendo Switch版では「SEGA AGES」シリーズ全体を統括する「リードプロデューサー兼ディレクター」として、本作を担当した小玉理恵子が就任している。本作の移植に直接関わっているわけではないが、色々アドバイスをしている。なお本人的にはメディアインタビューで新人時代の作品を復刻させることについては複雑な想いがあると明かしている[12]。

## 音楽
サウンドトラック
単体でサウンドトラックは市販されていない。
『セガコン-THE BEST OF SEGA GAME MUSIC-』などのセガのさまざまなゲームから収録したアルバムにも数曲収録されている。
PHANTASY STAR COLLECTION サウンド・コレクションI
1993年11月1日にセガ・ロック座の通販のみで発売。CD2枚組でDISC1に『I』 - 『III』の基板音源、DISC2にアレンジを収録している。『I』のFM音源版、『II』のスタッフロール、『III』の機械洞窟のBGMは未収録。
PHANTASY STAR COLLECTION サウンド・コレクションII
1993年12月1日にセガ・ロック座の通販のみで発売。『IV』のアレンジアルバム。
ファンタシースター　ファーストシリーズ・コンプリートアルバム
2008年3月27日にセガダイレクト通販専売商品として発売。CD4枚組で『I』 - 『IV』の基板音源を完全収録。『I』はPSG音源とFM音源の両方を収録し、『II』は国内版のほかに海外版のBGMも収録している。また、セガサターン版『ファンタシースターコレクション』や、メガドライブ専門誌の付録CDに収録されていた各作品のアレンジ曲も網羅。

## スタッフ
- エグゼクティブ・プランニング：オサール・コウタ（林田浩太郎）
- ストーリー：APRIL FOOL
- シナリオ・ライター：オサール・コウタ（林田浩太郎）
- アシスタント・コーディネーター：FINOS PATA、お手紙チエ（青木千恵子）、ゲーマーみき（森本三樹）
- モンスター・デザイン：カオティック・カズ（柴田和幸）
- デザイン：ロッキーなお（大島直人）、さだもりあん（貞森康毅）、ミャウチョコ（川口貴子）、G CHIE、YONESAN
- エグゼクティブ・デザイン：フェニックスりえ（小玉理恵子）
- ゲーム・テスティング：WORKS NISHI
- アシスタント・プログラマー：COM BLUE、ASI、M WAKA（若山雅弘）
- サウンド：BO（上保徳彦）
- リード・プログラミング：MUUUU YUJI（中裕司）

## 関連作品

### 書籍
セガ・ゲーム マニュアルアタックブック ファンタシースター&アフターバーナー
徳間書店発行の『テレビランドわんぱっく』別冊の攻略本。本作とマークIII版『アフターバーナー』の二本立てだが、誌面の9割は本作の攻略で占められている。パルマ星、モタビア星、デゾリス星の全ダンジョンマップが折り込み付録で付いている。
ゲームブック
『ファンタシースター1』 - 『3』が発売
SPEC
セガ・プレイヤーズ・エンジョイ・クラブの略。セガのファンクラブおよびその会報誌。ファンタシースターシリーズの開発に関わったデザイナーによる漫画を掲載していた。なお、全8号で終了したが、書籍『ファンタシースター公式設定資料集』で「幻の第9の号」の一部が掲載された。
PHANTASY STAR COLLECTION 完全保存版オールスターレビュー
1993年12月1日にセガ・ロック座の通販のみで売られたイラスト集。この本に掲載されているイラストのほとんどはSEGA AGES/ファンタシースターコレクションおよびSEGA AGES2500 Vol.32 ファンタシースター コンプリートコレクションのギャラリーモードで閲覧可能。

ファンタシースター公式設定資料集
ソフトバンクから1995年に刊行。『I』 - 『IV』の設定資料を載せている。ただし『III』についてはほとんど触れられていない。